# Wilfried Wang
Wilfried Wang, född 30 maj 1957 i Hamburg, är en arkitekt, författare, arkitekturhistoriker.
Född i Hamburg, studerade arkitektur i London; grundare av Hoidn Wang Partner 2001 i Berlin tillsammans med Barbara Hoidn. Partner med John Southall i SW Architects (1989–1995). Grundare och redaktör tillsammans med Nadir Tharani för 9H Magazine (1979–1995); direktör tillsammans med Ricky Burdett 9H Gallery i London (1986–1995); direktör för det tyska Arkitekturmuseum (1995–2000). Wang har författat en rad verk om arkitektur under 1900-talet, bland annat om den svenska arkitekturen tillsammans med Claes Caldenby. Han har även skrivit böcker om Peter Celsing och Sigurd Lewerentz. Han har varit curator för arkitekturutställningar.
Undervisat vid Polytechnic of North London; Bartlett School, University College London; ETH Zürich; Städelschule; Harvard University; UT Austin och Universidad de Navarra. Sedan 2023 professor vid Tongji University och sedan 2024 Changjiang Distinguished Professor vid Tongji University.
Han är vald korresponderande ledamot av Kungliga Akadmien för de fria konsterna, ledamot av Akademie der Künste, hedersdoktor vid KTH och hedersledamot av den portugisiska arkitektkammaren. Sedan 2023 ordförande för CICA, International Committee of Architectural Critics. 